# فرد أوسبورن (لاعب كرة قاعدة)
فرد أوسبورن (بالإنجليزية: Fred Osborn)‏ هو لاعب كرة قاعدة أمريكي، ولد في 28 نوفمبر 1883 في نيفادا في الولايات المتحدة، وتوفي في 2 سبتمبر 1954 في أوبير ساندوسكي في الولايات المتحدة.

## وصلات خارجية
- فرد أوسبورن (لاعب كرة قاعدة) على موقعبيزبول رفرنس.كوم (الدوري الرئيسي) (الإنجليزية)
- فرد أوسبورن (لاعب كرة قاعدة) على موقعبيزبول رفرنس.كوم (الدوري الثانوي) (الإنجليزية)